# Bakionica
Bakionica (izvirno srbsko Бакионица) je naselje v Srbiji, ki upravno spada pod Občino Požega; slednja pa je del Zlatiborskega upravnega okraja.

## Demografija
V naselju, katerega izvirno (srbsko-cirilično) ime je Бакионица, živi 562 polnoletnih prebivalcev, pri čemer je njihova povprečna starost 37,6 let (36,9 pri moških in 38,4 pri ženskah). Naselje ima 196 gospodinjstev, pri čemer je povprečno število članov na gospodinjstvo 3,79.
To naselje je, glede na rezultate popisa iz leta 2002, večinoma srbsko.
|  |

| Demografija | Demografija     | Demografija     |
| Leto        | Št. prebivalcev | Št. prebivalcev |
| ----------- | --------------- | --------------- |
|             |                 |                 |
|             |                 |                 |
|             |                 |                 |
|             |                 |                 |
| 1948        | 849             |                 |
| 1953        | 876             |                 |
| 1961        | 1018            |                 |
| 1971        | 706             |                 |
| 1981        | 906             |                 |
| 1991        | 662             | 659             |
| 2002        | 742             | 742             |
|             |                 |                 |

| Etnična sestava po popisu iz leta 2002 | Etnična sestava po popisu iz leta 2002 | Etnična sestava po popisu iz leta 2002 | Etnična sestava po popisu iz leta 2002 | Etnična sestava po popisu iz leta 2002 |
| -------------------------------------- | -------------------------------------- | -------------------------------------- | -------------------------------------- | -------------------------------------- |
| Srbi                                   | Srbi                                   |                                        | 731                                    | 98,51%                                 |
| Jugoslovani                            | Jugoslovani                            |                                        | 5                                      | 0,67%                                  |
| Romuni                                 | Romuni                                 |                                        | 1                                      | 0,13%                                  |
| Neznano                                | Neznano                                |                                        | 5                                      | 0,67%                                  |